# Военный округ (КНР)
Военный округ — высшее оперативно-стратегическое объединение в Народно-освободительной армии Китая.

## До 2016 года
Территория КНР разделена на семь военных округов.

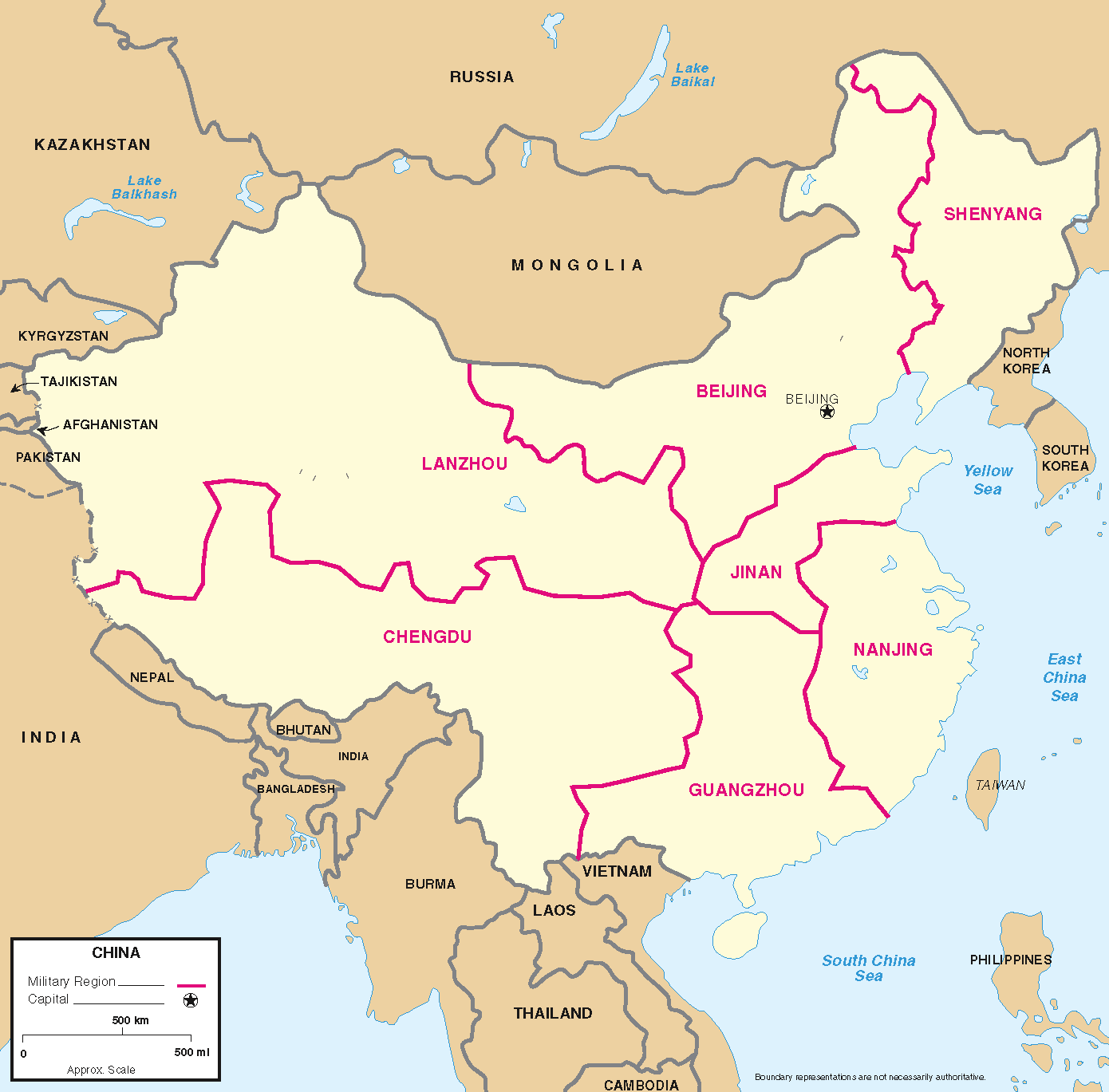
Военные округа НОАК КНР в 2006 году

- Пекинский военный округ (北京军区), около 430 000 человек. Включает в себя Пекин, Хэбэй,АРВМ, Шаньси (граница с Россией и Монголией).
- Шэньянский военный округ (沈阳军区), около 400 000 человек. Включает в себя Ляонин,Цзилинь, Хэйлунцзян (граница с Россией, Северной Кореей).
- Цзинаньский военный округ (济南军区), около 250 000 человек. Включает в себя Шаньдун, Хэнань (напротив Желтого моря).
- Нанкинский военный округ (南京军区), около 320 000 человек. Включает в себя Цзянсу, Аньхой, Шанхай, Чжэцзян, Цзянси (прибрежную часть провинции Фуцзянь, напротив Восточно-китайского моря).
- Гуанчжоуский военный округ (广州军区), около 190 000. Включает в себя Гуандун, Гуанси, Хайнань, Хунань, Хубэй (Южно-Китайское море, граница с Вьетнамом).
- Чэндуский военный округ (成都军区), около 280 000 человек. Включает в себя Сычуань, Чунцин, Гуйчжоу, Юньнань, ТАР (граница с Индией, Вьетнамом, Мьянмой).
- Ланьчжоуский военный округ (兰州军区), около 280 000 человек. Включает в себя Ганьсу, Цинхай, Шэньси, НХАР, СУАР, АРВМ.

С Россией граничат три из них: Шэньянский военный округ, Пекинский военный округ и Ланчжоуский военный округ (через 55-километровую границу).
В начале формирования в 1950-х годах насчитывалось 13 военных округов. В 1960-х после реформирования их осталось 11. В 1985—88 годах военные округа приобрели свои современные очертания. Наиболее активными являются: Ланчжоуский военный округ, который включил в свой состав бывший Урумчинский военный округ, Чэндуский военный округ, который включил Куньминский военный округ, Нанькинский военный округ включил в свой состав бывший Фучжоуский военный округ, а также Шэньянский военный округ и Пекинский военный округ.

## После 2016 года

1 февраля 2016 года прежние семь военных округов НОАК были преобразованы в пять военных округов. Каждый округ создан по манере географических командований ВС США и включает в себя все рода войск НОАК, находящихся в зоне ответственности округа.
- Северный военный округ (бывший Шэньянский военный округ, включая Северный флот ВМС НОАК) — штаб и центр МТО в Шэньяне, орган управления сухопутных войск в Цзинане, орган управление ВМС в Циндао.
- Западный военный округ (бывшие Ланьчжоуский и Чэндуский военные округа) — штаб в Чэнду, органы управления сухопутных войск и ВВС в Ланьчжоу, центр МТО в Синине. Включает в себя также:[2]
  - Синьцзянский военный район
  - Тибетский военный район
- Центральный военный округ (бывшие Пекинский и Цзинаньский военные округа) — штаб в Пекине, орган управления сухопутных войск в Шицзячжуане, центр МТО в Чжэнчжоу.
  - Пекинский гарнизон
- Восточный военный округ (бывший Нанкинский военный округ, включая Восточный флот ВМС НОАК) — штаб в Нанкин, орган управление сухопутных войск в Фучжоу, орган управления ВМС в Нинбо, орган управления ВВС в Уху, центр МТО в Уси,
- Южный военный округ (бывшие Гуанчжоуский и Чэндуский военные округа, включая Южный флот ВМС НОАК) — штаб в Гуанчжоу, орган управление сухопутных войск в Наньнине, орган управления ВМС в Чжаньцзяне, центр МТО в Гуйлинь.

Также включает в себя:
- Гонконгский гарнизон НОАК;
- Макаоский гарнизон НОАК.